# Golden Arrows
Golden Arrows (volledige naam Lamontville Golden Arrows Football Club) is een Zuid-Afrikaanse voetbalclub uit Durban.
De club werd in 1996 opgericht toen de licentie van Ntokozo (opgericht in 1943) werd overgenomen. De club speelt in het King Zwelithini Stadion in Umlazi dat plaats biedt aan 20.000 toeschouwers. Voorheen werd gespeeld in het Kings Park Stadion in Durban waar 55.000 toeschouwers konden komen. Golden Arrows degradeerde in 2014 uit de Premier Soccer League. 

## Erelijst
- 1999/2000 - Winnaar National First Division Coastal Stream
- 2009 - Winnaar MTN 8